# Jaśniejsza od gwiazd
Jaśniejsza od gwiazd (ang. Bright Star) – brytyjsko-australijsko-francuski dramat filmowy z 2009 roku w reżyserii Jane Campion. Zdjęcia kręcono w Rzymie oraz w Hyde w angielskim hrabstwie Bedfordshire.

## Opis fabuły
Fanny Brawne ma 18 lat, jest olśniewająco piękną i ciekawą świata dziewczyną. Powściągliwa matka dołożyła wszelkich starań by córka wyrosła na rozważną i dobrze wychowaną pannę. Każdy dzień Fanny wypełniony jest konwencjonalnymi zajęciami jak szydełkowanie, bale i długie spacery zawsze w towarzystwie przyzwoitki. Niewinne spotkanie z czarującym młodzieńcem przerodzi się w pierwszą prawdziwą miłość. To nieznane uczucie do niepoprawnego romantyka sprawi, że dziewczyna zrzuci gorset konwenansów i złamie panujące zasady.

## Obsada
- Ben Whishaw jako John Keats
- Abbie Cornish jako Fanny Brawne
- Paul Schneider jako Charles Armitage Brown
- Kerry Fox jako Matka Fanny
- Thomas Sangster jako Samuel Brawne, brat Fanny
- Jonathan Aris jako Leigh Hunt
- Samuel Barnett jako Joseph Severn
- Claudie Blakley jako Pani Dilke
- Antonia Campbell-Hughes jako Abigail O'Donaghue Brown

i inni